# Rhinogobius boa
Rhinogobius boa är en fiskart som beskrevs av Chen och Maurice Kottelat 2005. Rhinogobius boa ingår i släktet Rhinogobius och familjen smörbultsfiskar. Inga underarter finns listade i Catalogue of Life.